# Groupe d'IC 5264
Il existe au moins cinq groupes de galaxies à proximité du groupe d'IC 5264 et, selon deux publications parues en 1992 et 1993, peut-être plus. Les quatre autres groupes sont ceux  d'IC 1459, de NGC 7410, de NGC 7421 et de NGC 7582. La composition des groupes varie cependant selon les publications et même selon deux publications auxquelles a participé Pascal Fouqué : par exemple, dans la publication de 1992 NGC 7418A est un membre du groupe de NGC 7421 et dans celle de 1993, elle est membre du groupe d'IC 5264. Le tableau ci-dessous montre l'appartenance des galaxies aux divers groupes selon les auteurs. Pour une vision globale des galaxies et des groupes, voir la page de la galaxie IC 5264.

## Membres
Le tableau de la page de IC 5264 indique que ce groupe de galaxies compte sept membres, dont les principales propriétés sont indiquées dans le tableau ci-dessous. Lorsqu'une galaxie peut être placée dans deux ou même trois groupes selon les auteurs, sa désignation est suivie d'un ou deux astérisques.
La moyenne et l'écart type des distances des cinq galaxies du groupe d'IC 5264 est de 24,1 ± 2,2 Mpc (∼78,6 millions d'al). Les galaxies de ce groupe sont situées dans le constellation de la Grue.
| Nom         | Class.       | Type         | α (J2000.0)      | δ (J2000.0)      | Vitesse radiale (km/s) | m    | Distance (Mpc) | Diamètre (kal) |
| ----------- | ------------ | ------------ | ---------------- | ---------------- | ---------------------- | ---- | -------------- | -------------- |
| NGC 7418A** | SA(rs)d?     | Spirale      | 22h 56m 41.2485s | -36° 46′ 21.579″ | 2102 ± 4               | 13,1 | 27,1 ± 1,9     | 113            |
| IC 5264**   | Sab          | Spirale      | 22h 56m 53.0929s | -36° 33′ 15.810″ | 1940 ± 10              | 12,5 | 22,5 ± 1,6     | 84,6           |
| IC 5267**   | (R)SA(rs)0/a | Lenticulaire | 22h 57m 13.57s   | -43° 23′ 46.1″   | 1712 ± 4               | 10,5 | 21,8 ± 1,6     | 196            |
| IC 5267B**  | (R)SA(rs)0/a | Lenticulaire | 22h 57m 13.57s   | -43° 23′ 46.1″   | 1712 ± 4               | 10,5 | 21,8 ± 1,6     | 196            |
| IC 5269**   | S0^0^?       | Lenticulaire | 22h 56m 57.2343s | -43° 45′ 37.699″ | 1737 ± 22              | 11,8 | 22,2 ± 1,6     | 74,9           |

Le site DeepskyLog permet de trouver aisément les constellations des galaxies mentionnées dans ce tableau ou si elles ne s'y trouvent pas, l'outil du site constellation permet de le faire à l'aide des coordonnées de la galaxie. Sauf indication contraire, les données proviennent du site NASA/IPAC.